# 16 април
16 април е 106-ият ден в годината според григорианския календар (107-и през високосна). Остават 259 дни до края на годината.

## Събития
- 1071 г. – С превземането на Бари Италия се освобождава напълно от Византийска власт.
- 1346 г. – В Скопие на църковно-народен събор е провъзгласено създаването на Сръбско царство, заемащо голяма част от Югоизточна Европа.
- 1518 г. – За първи път се обменят дипломатически писма между руския цар Василий III и френския крал Франсоа I.
- 1705 г. – Английската кралица Анна удостоява Исак Нютон с рицарско звание.
- 1797 г. – Коронацията на руския император Павел I в Катедралата „Успение Богородично“ в Кремъл.
- 1797 г. – В Русия е учреден Орденът „Св. Анна“.
- 1871 г. – Берлин е провъзгласен за столица на Германската Империя.
- 1879 г. – Учредителното събрание гласува и приема Търновската конституция – първата конституция на България.
- 1889 г. – В Одеса е открит паметник на Пушкин.
- 1898 г. – Публикува се първото издание с произведения на Максим Горки.

- 1912 г. – Американката Хариет Куимби става първата жена, прелетяла със самолет Ла Манш.
- 1917 г. – Владимир Ленин се завръща тайно в Санкт Петербург през Финландия.
- 1922 г. – Съветска Русия и Германия възстановяват дипломатически отношения, с което Германия признава болшевишката държава.
- 1925 г. – Атентат в църквата „Света Неделя“ (Велики четвъртък): По време на церемонията по погребението на генерал Константин Георгиев български комунисти взривяват купола на църквата „Света Неделя“ в София, при което загиват над 160 мъже, жени и деца, като са осакатени други 500.
- 1934 г. – В СССР е въведено почетното звание Герой на Съветския съюз.
- 1945 г. – Втората световна война: Германският товарен кораб „Goya“, превозващ германски бежанци от Хелския полуостров (дн. Полша) е потопен от съветската подводница Л-3 „Фрунзевец“. Загиват над 7000 души. Спасяват се едва 165 пътника.
- 1945 г. – Втората световна война: Червената армия започва Берлинската офанзива.
- 1946 г. – Сирия обявява национална независимост.
- 1947 г. – В сената на Южна Каролина американският политик и финансист Бърнард Барух за първи път употребява израза Студена война.
- 1947 г. – Френският кораб „Grandcamp“, натоварен с 8500 тона амониев нитрат, избухва на пристанище в Тексас, загиват 581 души, а над 8500 са ранени.
- 1948 г. – Създадена e Организацията за европейско икономическо сътрудничество
- 1964 г. – Американката Джералдина Мок става първата жена, осъществила околосветски самолетен полет.
- 1970 г. – Започват преговорите между САЩ и СССР за ограничаване на стратегическото въоръжение.
- 1972 г. – Виетнамска война: Американски бомбардировачи атакуват Ханой след 4-годишно прекъсване.
- 1972 г. – Провежда се първият концерт в Англия на групата Electric Light Orchestra.
- 1982 г. – Кралица Елизабет II провъзгласява новата конституция на Канада, слагаща край на колониалния ѝ статут.
- 2003 г. – В Гърция е подписан договор за присъединяване на 10 нови страни-членки на ЕС.
- 2007 г. – В Политехническия институт на Блексбърг, щата Вирджиния, 23-годишният студент от корейски произход Чо Сюн Ху открива огън по присъстващите на територията на колежа. В резултат са убити 32 души и са ранени около 40.
- 2009 г. – Русия приключва успешно своята контратерористична операция в Чечня, започнала през 1999 г.
- 2017 г. – Конституционен референдум в Турция.

## Родени
- 778 г. – Людовик Благочестиви, франкски крал († 840 г.)
- 1319 г. – Жан II, френски крал († 1364 г.)
- 1660 г. – Ханс Слоан, британски физик († 1753 г.)
- 1661 г. – Чарлз Монтагю, британски поет († 1715 г.)
- 1797 г. – Адолф Тиер, френски политик († 1877 г.)
- 1821 г. – Форд Мадокс Браун, британски художник († 1893 г.)
- 1838 г. – Ернест Солвей, белгийски химик († 1922 г.)
- 1844 г. – Анатол Франс, френски писател, Нобелов лауреат през 1921 г. († 1924 г.)
- 1863 г. – Лудвик Куба, чешки художник († 1956 г.)
- 1866 г. – Руси Коджаманов, български композитор, диригент и музикален педагог († 1933 г.)
- 1867 г. – Андрей Тошев, български дипломат († 1944 г.)
- 1867 г. – Уилбър Райт, американски механик († 1912 г.)
- 1879 г. – Леон Тери, френски автомобилен състезател († 1909 г.)
- 1886 г. – Ернст Телман, германски политик († 1944 г.)
- 1889 г. – Чарли Чаплин, британски актьор († 1977 г.)
- 1890 г. – Иван Попов, български политик († 1944 г.)
- 1897 г. – Константин Кисимов, български актьор († 1965 г.)
- 1901 г. – Николай Павлович Акимов, руски режисьор († 1968 г.)
- 1912 г. – Евгений Самойлов, руски актьор († 1999 г.)
- 1921 г. – Питър Устинов, британски актьор († 2004 г.)
- 1924 г. – Хенри Манчини, американски композитор († 1994 г.)
- 1927 г. – Бенедикт XVI, римокатолически папа († 2022 г.)
- 1935 г. – Сара Кирш, немска поетеса († 2013 г.)
- 1939 г. – Дъсти Спрингфийлд, британска певица († 1999 г.)
- 1940 г.
  - Ролф Дитер Бринкман, немски поет († 1975 г.)
  - Кеазим Исинов, български художник († 2023 г.)
  - Маргрете II, кралица на Дания
- 1941 г. – Борис Данков, български писател
- 1942 г. – Франк Уилямс, британски мениджър на отбор от Формула 1 († 2021 г.)
- 1947 г. – Джери Рафърти, шотландски певец († 2011 г.)
- 1952 г. – Били Уест, американски озвучаващ актьор
- 1960 г. – Рафаел Бенитес, испански треньор
- 1962 г.
  - Венцислав Върбанов, български политик
  - Мартин Заимов, български политик
- 1965 г.
  - Джон Крайър, американски актьор
  - Мартин Лорънс, американски актьор
- 1968 г. – Любка Биаджони цу Гутенберг, немска диригентка
- 1969 г. – Хасан Азис, български политик
- 1972 г. – Кончита Мартинес, испанска тенисистка
- 1977 г. – Фредрик Юнгбери, шведски футболист
- 1978 г. – Игор Тудор, хърватски футболист
- 1979 г. – Кристиан Албертс, холандски пилот от Ф1
- 1986 г.
  - Светозар Кнезовски, български театрален актьор
  - Петър Бонев, български актьор, фотограф и графичен дизайнер
- 1987 г. – Аарън Ленън, английски футболист
- 1989 г. – Крис Льове, немски футболист

## Починали
- 69 г. – Отон, римски император (* 32 г.)
- 1113 г. – Святополк II, велик княз на Киевска Рус (* 1050 г.)
- 1788 г. – Жорж Бюфон, френски учен (* 1707 г.)
- 1828 г. – Франсиско Гоя, испански художник (* 1746 г.)
- 1850 г. – Мари Тюсо, създателка на музея на восъчни статуи в Лондон (* 1763 г.)
- 1859 г. – Алексис дьо Токвил, френски политолог (* 1805 г.)
- 1870 г. – Мария-Каролина от Двете Сицилии, херцогиня дьо Бери (* 1798 г.)
- 1925 г. – Александър Давидов, български военен деец (* 1878 г.)
- 1925 г. – Григор Кюркчиев, български военен деец (* 1865 г.)
- 1925 г. – Иван Попов, български политик (* 1857 г.)
- 1925 г. – Иван Стойков, български военен деец (* 1866 г.)
- 1925 г. – Иван Табаков, български военен деец (* 1868 г.)
- 1925 г. – Йосиф Хербст, български журналист (* 1875 г.)
- 1925 г. – Калин Найденов, български военен деец (* 1865 г.)
- 1925 г. – Кръстю Златарев, български военен деец (* 1864 г.)
- 1925 г. – Петър Лолов, български военен деец (* 1864 г.)
- 1925 г. – Спас Жостов, български офицер (* 1881 г.)
- 1925 г. – Спиридон Михайлов, български офицер (* 1878 г.)
- 1925 г. – Стефан Нерезов, български военен деец (* 1867 г.)
- 1925 г. – Стефан Нойков, български военен деец (* 1876 г.)
- 1925 г. – Стоян Пушкаров, български военен деец (* 1866 г.)
- 1942 г. – Александра Сакскобургготска, британска принцеса (* 1878 г.)
- 1944 г. – Иван Сомлев, български подофицер (* 1922 г.)
- 1958 г. – Розалинд Френклин, британска физико-химичка (* 1920 г.)
- 1972 г. – Ясунари Кавабата, японски писател, Нобелов лауреат през 1968 г. (* 1899 г.)
- 1991 г. – Сър Дейвид Лийн, английски режисьор (* 1908 г.)
- 1993 г. – Димитър Пантелеев, български поет (* 1901 г.)
- 1998 г. – Алберто Калдерон, аржентински математик (* 1920 г.)
- 2001 г. – Майкъл Ричи, американски режисьор (* 1920 г.)
- 2006 г. – Франсиско Адам, португалски актьор (* 1983 г.)
- 2007 г. – Чо Сюн Ху, масов убиец (* 1984 г.)
- 2009 г. – Димитър Шойлев, български лекар (* 1935 г.)
- 2009 г. – Виктор Пасков, български писател (* 1949 г.)
- 2020 г. – Луис Сепулведа, чилийски писател, журналист и политически активист (* 1949 г.)
- 2023 г. – Ахмад Джамал, американски джаз композитор и пианист (* 1930 г.)

## Празници
- Ден на българската конституция и на юриста
- Армения – Ден на полицията
- Дания и Гренландия – Рожден ден на кралица Маргрете II
- Куба – Ден на милицията
- Масачузетс и Ман (САЩ) – Ден на патриотите